# Львівський експрес (поїзд)
Львíвський експрéс — двогрупний фірмовий пасажирський поїзд «Укрзалізниці» та польських залізниць сполученням Львів — Вроцлав / Варшава / Гдиня.

## Історія
В 2009 році було призначено даний поїзд. Завдяки системі SUW 2000, яка є в вагонах, адаптованих під польський винахід час в дорозі став на півтори години менше.
Незабаром систему SUW 2000 прибрали, оскільки Укрзалізниця не мала наміру відремонтувати п'ять вагонів, адаптованих під польський винахід 1990-х років. Ті вагони стоять на території ЛВЧД-1 Львів.
З 17 березня 2020 року потяг було скасовано через пандемію COVID-19, рух досі не відновлено.

## Інформація про курсування
Поїзд «Львівський експрес» № 51/52 сполученням Львів — Краків — Вроцлав / Варшава курсує цілий рік, щоденно.
Розкладом руху на 2017/18 роки поїзд вирушав зі Львова о 16:49 та мав зупинки на станціях Перемишль-Головний, Ярослав, Пшеворськ, Ланьцут, Ряшів, Дембиця, Тарнів, Краків-Плашув.
На станції Краків-Плашув, куди поїзд прибуває о 00:55 за польським часом, здійснюється розчеплення поїзда. Після зупинки поїзда на станції Краків-Плашув кожен з вагонів чіпляють до складу польських поїздів. Першим вирушає вагон до Гдині (прибуття на кінцеву — о 10:13, а зворотно вирушає — о 19:00). Потім вирушає вагон до Вроцлава (прибуття на кінцеву о 06:50, зворотно вирушає — о 22:15).
Вагон до Гдині прямує прямує через станції Краків-Головний, Мєхов, Ченстохова, Скєрнєвіце, Варшава-Західна, Варшава-Центральна, Варшава-Східна, Чєханув, Млява, Дзялдово, Ілява-Головна, Прабути, Мальборк, Тчев, Гданськ-Головний, Гданськ-Вжещ, Гданськ-Олива, Сопот, а вроцлавський — через станції Катовиці, Забже, Глівіце, Кендзежин-Козьлє, Здєшовіце, Ополе-Головне, Бжег та Олаву. Зворотно з Польщі до Львова поїзд прибуває о 13:30.

## Переваги цього поїзда
- Надаються знижки для дітей, студентів, а також особам віком понад 60 років — знижка 10 %.
- Пасажири їдуть в комфортних умовах — в кожному купе вагону в наявності шафа, умивальник, два вакуумних туалета на кожен вагон. Пасажири безкоштовно можуть скористатися вологими серветками для рук і для взуття, отримують вафлі та круасани.
- За новим розкладом руху прибуття до Львова та відправлення з нього відбувається вдень, коли саме є можливість пересадки з та на поїзди одеського, харківського, придніпровського напрямків, а також поїзди до більшості міст Західної України: Івано-Франківська, Тернополя, Хмельницького, Вінниці, Рівного, Ужгорода.
- Час в дорозі при прямуванні через такі міста як Катовіце, Ополе, Вроцлав, Варшава та низки менших міст дозволяє ніч провести у поїзді, заощадивши на готелі, та увесь світловий день провести у місці призначення.
- Розклад зручно підходить тим, хто планує скористатися ранковими літаками, що відлітають з Польщі.
- Існує вагон безпересадкового сполучення до Києва.

## Склад поїзда
Поїзд складається з 2-5 фірмових вагонів 2-го класу комфортності. На маршруті курсує два склади формування Польської залізниці.